# برخورددهنده (فیلم)
«برخورددهنده» (انگلیسی: Collider (film)) فیلمی در ژانر علمی–تخیلی است که در سال ۲۰۱۳ منتشر شد.